# Ҕ
La Ҕ, minuscolo ҕ, è una lettera dell'alfabeto cirillico, usata nella versione cirillica modificata per la lingua abcasa. Rappresenta una consonante fricativa velare sonora /ɣ/. 
La Ҕ è la sesta lettera del cirillico abcaso, posta tra i digrafi Гь e Ҕь.